# Pup Tent
Pup Tent — четвёртый студийный альбом американской рок-группы Luna. Он был выпущен 29 июля 1997 года на лейбле Elektra Records.

## История
Трек «Bobby Peru» назван в честь эксцентричного, откровенно жуткого персонажа, сыгранного Уиллемом Дэфо в фильме Дэвида Линча «Дикие сердцем». Фразу «Fuzzy Wuzzy» Уэрэм прочитал в книге Дона ДеЛилло.

## Отзывы
| Оценки критиков            | Оценки критиков |
| Источник                   | Оценка          |
| -------------------------- | --------------- |
| AllMusic                   | [ 3 ]           |
| Chicago Tribune            | [ 4 ]           |
| Christgau's Consumer Guide | A−              |
| Entertainment Weekly       | A               |
| Pitchfork                  | 7.9/10          |

Альбом получил положительные отзывы музыкальных критиков. Стивен Томас Эрлевайн из AllMusic считает, что «В Pup Tent Luna немного отходят от своего фирменного дрим-попа, добавляя иногда духовые и волны громкой гитары. Это расширение не совсем удачно, поскольку часто кажется вынужденным и не подчеркивает туманные мелодические качества, которые являются отличительной чертой лучшей музыки Luna. Но даже несмотря на слабые моменты, на Pup Tent есть несколько отличных песен. Просто нужно приложить немного усилий, чтобы откопать их».

## Список композиций
1. «IHOP» — 5:44
2. «Beautiful View» — 3:43
3. «Pup Tent» — 5:55
4. «Bobby Peru» — 3:43
5. «Beggar’s Bliss» — 3:34
6. «Tracy I Love You» — 4:45
7. «Whispers» — 3:55
8. «City Kitty» — 5:44
9. «The Creeps» — 3:35
10. «Fuzzy Wuzzy» — 5:48